# 芦ヶ久保村
芦ヶ久保村（あしがくぼむら）は埼玉県の西部、秩父郡に属していた村。

## 地理
- 河川：横瀬川

## 歴史
- 1889年（明治22年）4月1日 - 町村制施行により、以前の芦ヶ久保村を継承し秩父郡芦ヶ久保村が成立する。
- 1955年（昭和30年）2月11日 - 横瀬村と合併し改めて横瀬村を新設。同日芦ヶ久保村廃止。

## 関連文献
- 「葦ヶ久保村」『新編武蔵風土記稿』 巻ノ254秩父郡ノ9、内務省地理局、1884年6月。NDLJP:764013/107。